# Daniil Aleksandrovich, Đại vương công Moskva
Daniil Aleksandrovich (tiếng Nga: Даниил Александрович) (1261 – 4/3/1303) là con trai của Alexander Nevsky và đồng thời là Đại công đầu tiên của Moskva.

## Cuộc đời và trị vì
Daniil là con trai thứ tư và là con nhỏ nhất còn sống của Aleksandr Yaroslavich Nevsky với công nương Vassa. Ông sinh năm 1261 tại thành phố Vladimir, thuộc công quốc Vladimir - Suzdal. Tên của ông được đặt theo tên của ông chú họ lừng danh, công vương Daniil xứ Halych (1253 - 1264)
Khi mới lên hai tuổi, cha qua đời. Ông kế tục cha quản lý đất công tước dưới sự nhiếp chính của người chú là Yaroslav III, Đại công xứ Tver. Với quyền nhiếp chính, Yaroslav III cai quản đất của các công quốc Vladimir (1263 - 1271) và đất công tước Novgorod (1266 - 1267). Sau khi Yaroslav III tạ thế không lâu, Daniil đã phải lao vào cuộc tranh đấu với hoàng thân Dmitri của Pereslavl và Andrei của Novgorod để giành quyền quản lý, kế thừa đất công tước Vladimir. Cũng trong thời gian này, được thừa hưởng mối quan hệ rộng lớn từ cha mình, Daniil bất ngờ trở thành người kế vị hợp pháp thay thế Boris Mikhailovich, một người chú khác của ông hiện đang quản lý đất Moscow mới lập.
Năm 1283, ông kế thừa Boris Mikhailovich và trở thành Đại công đầu tiên của Moscow. Vừa lên ngôi, ông tiếp tục cuộc đấu tranh với các anh em mình để giành quyền quản lý đất công tước Vladimir-Suzdal. Sau khi Dmitri của Pereslavl qua đời năm 1294, Daniil đã liên minh với Mikhail of Tver và Ivan của Pereslavl chống lại Andrei của Novgorod.
Cuộc đấu tranh liên tục của Daniil nhận được sự chú ý của các công vương Nga khác, đồng thời cũng cho thấy sự lớn mạnh và ảnh hưởng chính trị ngày càng tăng của Moscow trong tiến trình thống nhất Nga. Năm 1296, công vương xứ Ryazan là Konstantin bất ngờ đem một lực lượng Mông Cổ tiến đánh Moscow, nhưng bị Daniil đánh bại ở một vùng gần Pereslavl. Năm 1300, nhờ dùng mưu mẹo, ông bắt giam công vương Ryazan. Để được phóng thích, vị cựu vương Ryazan phải trao cho Moscow pháo đài Kolomna. Năm 1302, một người cháu của cựu vương Ryazan đã phải nhượng cho Moscow tất cả đất đai của ông, bao gồm cả Pereslavl-Zalessky
Trong suốt thời gian cai trị của ông, đất công quốc Moscow ở trong trạng thái hòa bình và ổn định, ít có xung đột quân sự nào. Theo truyền thuyết, Daniel được mọi người kính nể và tôn trọng vì sự nhã nhặn, khiêm nhường và thanh thản.
Sau khi ông mất, con trưởng là Yury III Danilovich lên kế vị